# Rata de l'illa d'Obi
La rata de l'illa d'Obi (Rattus obiensis) és una espècie de mamífer rosegador de la família dels múrids. Viu a altituds d'aproximadament 970 msnm al sud-oest de l'illa indonèsia d'Obi. Té una llargada de cap a gropa de 116-122 mm, la cua de 157 mm i un pes de 36-39 g (cal tenir en compte que cap dels dos espècimens coneguts eren adults). El seu hàbitat natural són els boscos secundaris pertorbats. El nom específic obiensis significa ‘d'Obi’ en llatí. Com que fou descoberta fa poc, l'estat de conservació d'aquesta espècie encara no ha estat avaluat formalment.